# عبد الله بن عمرو بن العاص
عَبْدُ اللَّهِ بْنُ عَمْرِو بْنِ الْعَاصِ الْقُرَشِيُّ السَّهْمِيُّ (27 ق هـ - 65 هـ / 595 - 684م): صحابي، وهو أكبر أبناء عمرو بن العاص. كان يكتب في الجاهلية، ويجيد السريانية. وأسلم في سنة 7 هـ قبل أبيه. وصحب الرسول ﷺ، واستأذنه في أن يكتب ما يسمع منه، فأذن له، وهو أحد حفّاظ الصّحابة، من أصحاب الألوف. ولد سنة 27 ق هـ، وبينه وبين أبيه إحدى عشرة أو اثنتا عشرة سنة.
شهد فتوح الشام، وكان يحمل راية أبيه يوم اليرموك. شارك في فتح مصر، وكان يدير شؤون مصر في غياب أبيه. وكان من قادات الفتوح العربية لشمال إفريقيا من ليبيا وتونس حتى طنجة مع عبد الله بن أبي السرح. وفي سنة 28 هـ غزا قبرص مع معاوية بن أبي سفيان، وتولى قيادة الميسرة والفرسان في معارك صفين مع معاوية بن أبي سفيان. وكان يضرب بالسيفين. ولاه معاوية الكوفة سنة 41 هـ مدة قصيرة. وبعد وفاة أبيه ولاه معاوية مصر نحو سنتين. ولما ولي يزيد بن معاوية امتنع وانزوى جهة عسقلان، وقيل كان في الفسطاط فأحرق بيته، فبايع على كره. عاش طويلاً وعمي في آخر عمره حتى زعم المدائني أنه شارف المئة سنة، وذكر الواقدي أنه توفى عن اثنتين وتسعين سنة. واختلفوا في مكان وفاته، ففي رواية الشاميون أنه توفى في ناحية عسقلان، وفي مزاعم المصريون أنه مات في مصر.

## نسبه
- هو:عبد الله بن عمرو بن العاص بن وائل بن هاشم بن سعيد بن سهم بن عمرو بن هصيص بن كعب بن لؤي بن غالب بن فهر بن مالك بن النضر بن كنانة بن خزيمة بن مدركة بن إلياس بن مضر بن نزار بن معد بن عدنان.

## سيرته
أسلم الصحابي عبد الله بن عمرو بن العاص بن وائل السهمي القرشي، وهاجر إلى المدينة المنورة بعد سنة 7 هـ، قبل إسلام أبيه الصحابي عمرو بن العاص الذي كان أحد سادات قريش، ومن بعدها أحد سادات المسلمين، أما أم عبد الله فهي ريطة بنت منبه بن الحجاج السهمي القرشي، وكان عبد الله أصغر من أبيه عمرو باثنتي عشرة سنة فقط. وقد شهد عبد الله بعد إسلامه بعض المغازي مع النبي محمد. وقد اختلف المؤرخون في كنيته، فقيل أبو محمد، وقيل أبو عبد الرحمن، وقيل أبو نصير. وقيل أن اسمه عند مولده كان العاص، فغيره النبي محمد إلى عبد الله.
لزم عبد الله النبي محمد بعد هجرته، فتلقّى عنه الكثير من الأحاديث النبوية التي كان يكتبها في صحيفة له سمّاها «الصحيفة الصادقة»، وذلك بعد أن أذن له النبي محمد أن يُدوّن ما سمعه منه من أحاديث نبوية. قرأ عبد الله كذلك القرآن، وأتقنه، كما قرأ التوراه، وكان عالمًا بهما. فحمل بذلك الكثير من الأحاديث، التي جعلته غزير العلم، كما كان مجتهدًا في العبادة.
بعد وفاة النبي محمد، شارك عبد الله في الفتح الإسلامي للشام، وكانت مع راية أبيه في معركة اليرموك، كما شهد عبد الله وقعة صفين في جيش معاوية بن أبي سفيان، وكان على الميمنة، بعد أن أمره أبوه بالمشاركة. إلا أنه لم يشارك في القتال يومها، وندم بعد ذلك على المشاركة.
اضطربت الروايات حول زمن ومكان وفاة عبد الله بن عمرو، فقيل توفي سنة 63 هـ، وقيل سنة 65 هـ بمصر، وقيل سنة 69 هـ بمصر، ودفن في داره بها، وقيل سنة 67 هـ بمكة، وقيل توفي سنة 57 هـ بالطائف، وقيل سنة 68 هـ، وقيل سنة 73 هـ، وكان عمره 72 سنة، وقيل 92 سنة. وقيل بالشام سنة 65 هـ، وهو يومئذ ابن 72 سنة. أما عن صفته، فقد كان طويلاً أحمر الوجه، عظيم الساقين، سمينًا عظيم البطن، وقد أصابه العمى آخر عمره.
فولد عبد الله محمد بن عبد الله بن عمرو وهي جد عمرو بن شعيب وأمه بنت محمية بن جزء الزبيدي.

## روايته للحديث النبوي
- روى عن: النبي محمد وعمر بن الخطاب وأبي الدرداء ومعاذ بن جبل وعبد الرحمن بن عوف ووالده عمرو بن العاص[25] وأبي بكر الصديق وسراقة بن مالك[23] وأبي مويهبة مولى النبي محمد.[27]
- روى عنه: عبد الله بن عمر بن الخطاب وأبو أمامة أسعد بن سهل بن حنيف الأنصاري والمسور بن مخرمة والسائب بن يزيد وأبو الطفيل وسعيد بن المسيب وعروة بن الزبير وطاووس بن كيسان وأبو العباس السائب بن فروخ وعطاء بن يسار وعكرمة مولى ابن عباس ويوسف بن ماهك ومسروق بن الأجدع وعامر الشعبي وأبو زرعة بن عمرو وأبو عبد الرحمن البجلي وأبو أيوب المراغي وأبو الخير مرثد بن عبد الله اليزني[24] ومولاه أبو قابوس ومولاه إسماعيل ومولاه سالم وحفيده شعيب بن محمد وأنس بن مالك وجبير بن نفير وأبو سلمة بن عبد الرحمن بن عوف وزر بن حبيش وحميد بن عبد الرحمن بن عوف وخيثمة بن عبد الرحمن والسائب بن زيد الثقفي والقاسم بن محمد بن أبي بكر وعطاء بن أبي رباح ومجاهد بن جبر ويزيد بن عبد الله بن الشخير وأبو المليح بن أسامة الهذلي والحسن البصري وأبو الجوزاء أوس بن عبد الله الربعي وعيسى بن طلحة بن عبيد الله وابن أخيه إبراهيم بن محمد بن طلحة وبشر بن شغاف وجنادة بن أبي أمية وربيعة بن سيف المعافري وريحان بن يزيد العامري وسالم بن أبي الجعد وأبو السفر سعيد بن يحمد الهمداني وسلمان الأغر وشفعة السمعي وشفي بن ماتع الأصبحي وشهر بن حوشب وطلق بن حبيب العنزي وعبد الله بن باباه وعبد الله بن بريدة وعبد الله بن رباح الأنصاري وعبد الله بن صفوان وابن أبي مليكة وعبد الله بن فيروز الديلمي وأبو عبد الرحمن عبد الله بن يزيد الحلبي وعبد الرحمن بن جبير بن نفير وعبد الرحمن بن حجيرة الخولاني وعبد الرحمن بن رافع التنوخي قاضي إفريقية وعبد الرحمن بن شماسة المهري وعبد الرحمن بن عبد رب الكعبة وعطاء العامري وعقبة بن أوس وعقبة بن مسلم التجيبي وعمارة بن عمرو بن حزم الأنصاري وعمر بن الحكم بن رافع الأنصاري وأبو عياش عمرو بن الأسود العنسي وعمرو بن أوس الثقفي وعمرو بن حريش الزبيدي وعمرو بن دينار وعمرو بن ميمون وعمران بن عبد المعافري وعيسى بن هلال الصدفي والقاسم بن ربيعة الغطفاني والقاسم بن مخيمرة وقزعة بن يحيى وكثير بن مرة ومحمد بن هدية الصدفي ومسافع بن شيبة الحجبي وأبو يحيى مصدع وناعم مولى أم سلمة ونافع بن عاصم بن عروة بن مسعود الطائفي وأخوه يعقوب وأبو العريان الهيثم بن الأسود النخعي والوليد بن عبدة المصري مولى عمرو بن العاص وابنه عمرو بن الوليد بن عبدة[30] ووهب بن جابر الخيواني ووهب بن منبه ويحيى بن حكيم بن صفوان بن أمية ويونس بن ميسرة وأبو بردة بن أبي موسى الأشعري وأبو حرب بن أبي الأسود وأبو راشد الحبراني وأبو الزبير المكي وأبو زرعة بن عمرو بن جرير وأبو سالم الجيشاني وأبو فراس مولى عمرو بن العاص وأبو قبيل المعافري وأبو كبشة السلولي وأبو كثير الزبيدي[23] وبجير بن أبي بجير وأبو عبد الله بشير بن مسلم الكندي وبكر بن سوادة الجذامي وثابت بن عياض الأحنف وجابان وحبان بن أبي جبلة وحبان بن زيد الشرعبي وحنان بن خارجة الذكواني وحنظلة بن خويلد وخالد بن الحويرث المخزومي وزياد الأعجم وصهيب الحذاء مولى ابن عامر وعاصم بن سفيان بن عبد الله الثقفي وعباس بن جليد الحجري وعبد الله بن الحارث بن نوفل وعبد الله بن أبي الهذيل العتري وعبد الرحمن بن عامر المكي وعبدة بن أبي لبابة وعروة بن عياض البارقي والعريان بن الهيثم بن الأسود النخعي وعمر بن الحكم بن ثوبان وعون بن عبد الله بن عتبة وعيسى بن طلحة بن عبيد الله ومحمد بن إياس بن البكير الليثي ومغيث بن سمي الأوزاعي وأبو حسان الأعرج وأبو الشعثاء المحاربي وأبو طعمة وأبو العنبس الثقفي وأبو موسى الحذاء.[27]
- الجرح والتعديل: بلغ مسند أحاديثه 700 حديث، اتفق البخاري ومسلم له على سبعة أحاديث، وانفرد البخاري بثمانية أحاديث، ومسلم بعشرين حديثًا،[23] وقد روى له الجماعة.[27]

### عند الشيعة
لا يأخذ الشيعة بجملة أحاديثه، لورود أخبار أنه أصاب زاملتين من كتب أهل الكتاب يوم اليرموك. وقد كان عبد الله بن عمرو يحدّث بما وجده فيهما، وهو ما يعتقد الشيعة أنه تأثّر بتراث أهل الكتاب، خاصةً مع تعلمه السريانية، بسبب ورود أخبار أن بعض التابعين يشددون عليه بـ(لا تحدثنا من الزاملتين، وحدثنا بحديث رسول الله)، وروايته لحديث عن النبي: (بَلِّغُوا عَنِّي وَلَوْ آيَةً، وَحَدِّثُوا عَنْ بَنِي إِسْرَائِيلَ وَلَا حَرَجَ)، وهو حديث يضعه الشيعة ولا يسندوه للنبي، ويعتبرونه تضارب مصالح برواية الحديث.

## الملاحظات
1. ↑  الزاملتان هما حملان من الإبل كانتا تحملان كتبًا من التوراة وغيرها من كتب أهل الكتاب
2. ↑  لغة اليهود والنصارى العامّة في ذلك الزمان